# Seagoville, Texas
Seagoville là một thành phố thuộc quận Dallas, tiểu bang Texas, Hoa Kỳ. Năm 2010, dân số của xã này là 14835 người.

## Dân số
- Dân số năm 2000: 10823 người.
- Dân số năm 2010: 14835 người.